# Budakalász
Budakalász (deutsch Kalasch) ist eine ungarische Stadt im Komitat Pest. 

## Geografische Lage
Budakalász liegt 13 Kilometer nördlich des Zentrums der ungarischen Hauptstadt Budapest und 6 Kilometer südwestlich der Kreisstadt Szentendre. Im Norden grenzt Budakalász an die Stadt Pomáz und im Süden an den III. Budapester Bezirk.

## Geschichte

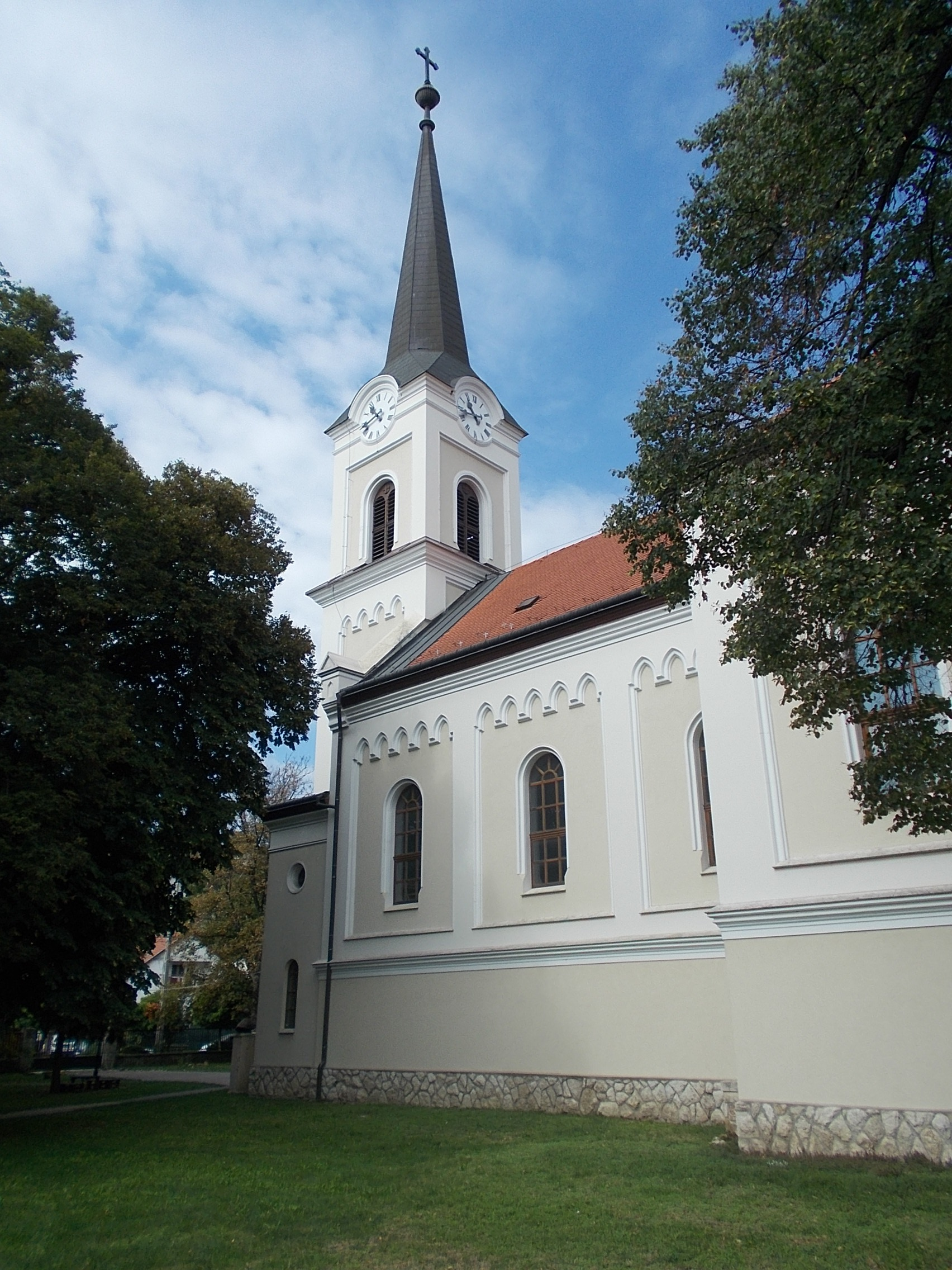
Römisch-katholische Kirche Szent Kereszt Felmagasztalása

Budakalász wurde im Jahr 1135 erstmals urkundlich erwähnt.
In der Gemarkung Luppa csárda wurde ein bedeutendes Gräberfeld der Badener Kultur entdeckt. Das in Grab 177 entdeckte, als Wagenmodell gedeuteten viereckige Tischgefäße aus Ton ziert heute das Stadtwappen. In der Stadt fanden sich auch römische Überreste. Aus der awarischen Zeit im Frühmittelalter stammt ein großes Gräberfeld in Budakalász-Dunapart.
Während der Türkenkriege verwüstet, wurde das damalige Dorf ab 1728 von Donauschwaben neu besiedelt.
Im Jahr 1913 gab es in der damaligen Großgemeinde 389 Häuser und 2474 Einwohner auf einer Fläche von 3363 Katastraljochen. Sie gehörte zu dieser Zeit zum Bezirk Pomáz im Komitat Pest-Pilis-Solt-Kiskun. Die Ungarndeutschen stellten im Ort bis zur Vertreibung nach dem Zweiten Weltkrieg die Mehrheit der Bevölkerung. Heute erinnert im Ort ein ungarndeutsches Heimatmuseum an diese Zeit.
Im Jahr 2009 erhielt Budakalász den Status einer Stadt.

## Freizeit und Tourismus

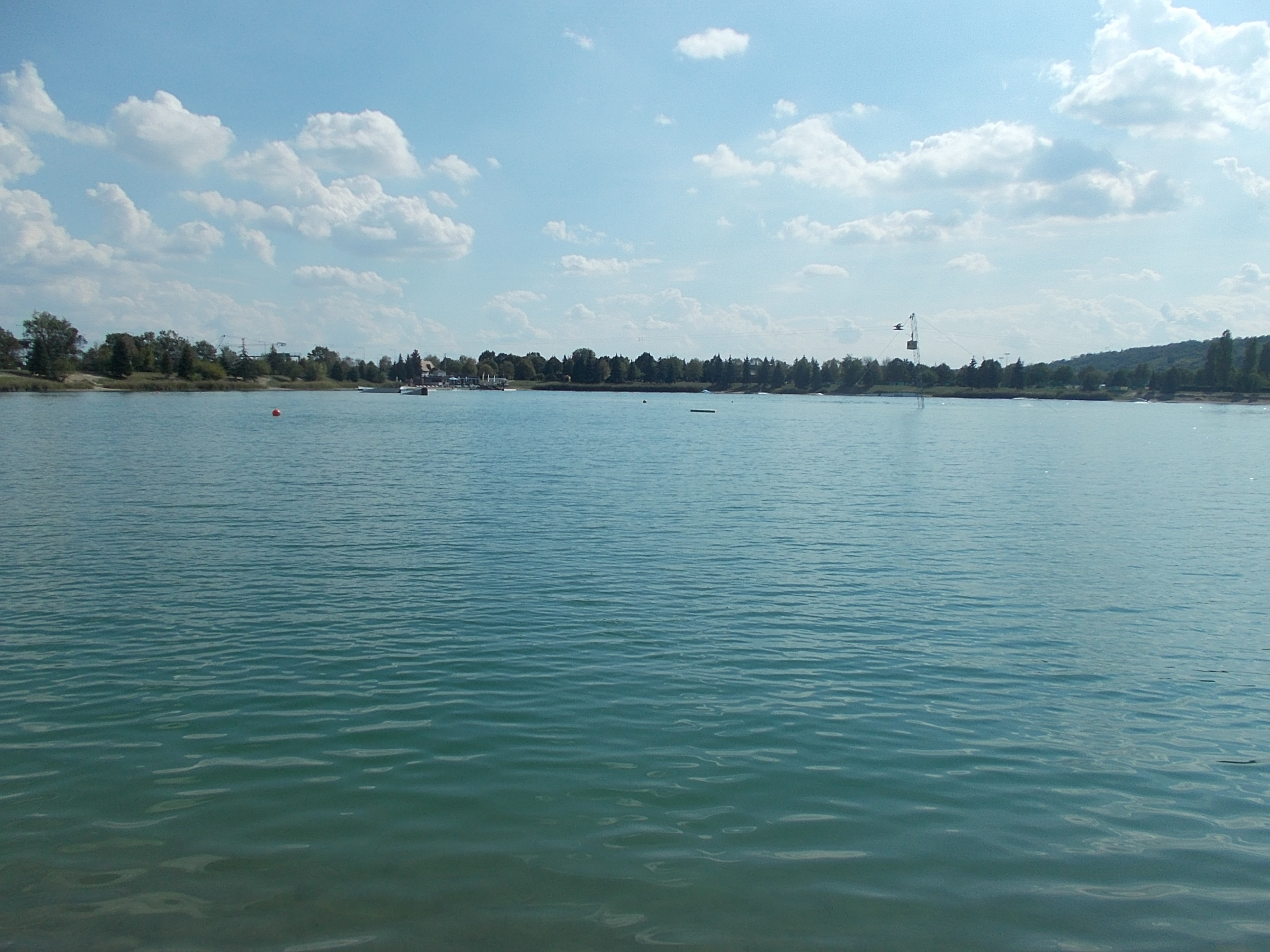
Ansicht des Omsker Sees

Östlich des Stadtzentrums befindet sich der fast quadratische Omszk-tó (deutsch Omsker See), ein Baggersee aus der Zeit des Warschauer Paktes, der sich inzwischen zu einem beliebten Bade- und Freizeitsee entwickelt hat und an dessen Ufer sich ein Wakeboard-Zentrum befindet.

## Städtepartnerschaften
- Ada, Serbien
- Kahl am Main, Deutschland
- Lueta, Rumänien